# أندرو بوتشان
أندرو بوتشان (بالإنجليزية: Andrew Buchan)‏ هو ممثل بريطاني، ولد في 19 فبراير 1979 في ستوكبورت في المملكة المتحدة.

## أعمال

### مسلسلات
- العبقري

## وصلات خارجية
- أندرو بوتشان على موقع IMDb (الإنجليزية)
- أندرو بوتشان على موقع ألو سيني (الفرنسية)
- أندرو بوتشان على موقع ميوزك برينز (الإنجليزية)
- أندرو بوتشان على موقع أول موفي (الإنجليزية)
- أندرو بوتشان على موقع قاعدة بيانات الأفلام السويدية (السويدية)
- أندرو بوتشان على موقع قاعدة بيانات الفيلم (الإنجليزية)
- أندرو بوتشان على موقع كينوبويسك (الروسية)
- أندرو بوتشان على موقع كينوبويسك (الروسية)